# ديفيد شوماخر
ديفيد شوماخر (بالإنجليزية: David Schumacher)‏ هو موسيقي أمريكي، ولد في 9 يونيو 1969.